# Canadian Pacific Railway
El Canadian Pacific Railway (En francés: Chemin de fer Canadien Pacifique) es una empresa ferroviaria canadiense de Clase 1 (Que en Canadá significa que ha tenido beneficios superiores a 250 millones de dólares), conocida como "CP Rail" entre 1968 y 1996, operada por Canadian Pacific Railway Limited. Su red ferroviaria se extiende desde Vancouver hasta Montreal, además de cubrir algunas ciudades importantes de los Estados Unidos, como Mineápolis, Chicago y Nueva York. Su sede central se encuentra en Calgary, Alberta.
La red ferroviaria fue originalmente construida entre la parte oriental de Canadá y la Columbia Británica entre 1881 y 1885, para cumplir con la promesa hecha a la segunda cuando entró a la Confederación en 1871. Fue el primer ferrocarril transcontinental de Canadá. Ahora es fundamentalmente un ferrocarril de mercancías; aunque durante dos décadas fue el único medio efectivo para el transporte de larga distancia para pasajeros en la mayoría de las regiones de Canadá y fue decisivo para el establecimiento de asentamientos humanos y el desarrollo occidental canadiense. Sus servicios primarios de transporte de pasajeros fueron eliminados en 1986 después de ser adquiridos por VIA Rail Canada en 1978.
Un castor fue el símbolo elegido para la línea de ferrocarriles porque es uno de los símbolos nacionales de Canadá y representa el carácter diligente de la compañía. Ha sido objeto de críticas y elogios por más de 120 años, pero Canadian Pacific Railway sigue siendo un icono indiscutible del nacionalismo canadiense.

## Historia

### 1871-1881

#### Antes del ferrocarril Canadian Pacific

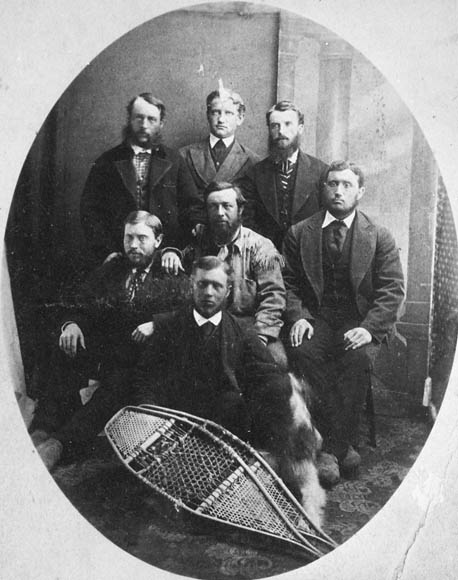
Algunos de los ingenieros que exploraron las posibles rutas del ferrocarril en 1871.

La existencia de Canadá mismo dependió de la terminación acertada de un proyecto importante del genio civil. de la creación de un ferrocarril transcontinental. La creación del ferrocarril pacífico canadiense era una tarea emprendida originalmente por una combinación de razones del gobierno conservador del primer ministro sir John A. Macdonald. La Provincia de British Columbia había insistido sobre un ferrocarril nacional como condición para unirse a la confederación de Canadá. El gobierno acordó así construir un ferrocarril que comunicara la provincia pacífica con las provincias del este en un plazo de diez años (20 de julio de 1871). Macdonald también lo consideraba como esencial para la creación de una nación canadiense unificada que trascendería a través del continente. Por otra parte, había intereses comerciales en Quebec y el acceso deseado a las fuentes de materias primas en Ontario y mercados en el oeste de Canadá.
El primer obstáculo a su construcción era económico. La ruta lógica para un tramo ferroviario hacia el Canadá occidental sería pasar a través del Cercano Oeste americano y de la ciudad de Chicago, Illinois. Además de la dificultad obvia de construir un ferrocarril a través de las Montañas Rocosas canadienses, una ruta enteramente canadiense requeriría la travesía de 1600 kilómetros a través de terreno rugoso, del terreno pantanoso canadienses y el estéril norte de Ontario. Para asegurar esta misión, el gobierno ofreció incentivos enormes, inclusive concesiones extensas de tierra en el Canadá occidental.
En 1872, sir John A. Macdonald y otros políticos del alto rango, se tambalearon por los supuestos sobornos en el escándalo pacífico, concediendo contratos federales a Hugh Allan de la “Canadá Pacific Railway Company” (que no estaba relacionado con la compañía actual) y a la Inter-Océano Railway Company. Debido a este escándalo, el partido conservador abandonó el gobierno en 1873. El nuevo primer ministro liberal, Alexander MacKenzie, comenzó la construcción de los tramos del ferrocarril como empresa pública bajo supervisión del departamento de obras públicas. El ramal de la Bahía del Trueno, que unía el lago superior con Winnipeg, fue comenzado en 1875. El progreso era extremadamente lento debido a la carencia de fondos públicos. Con el regreso de sir John A. Macdonald al poder el 16 de octubre de 1878, se adoptó una política más favorable para la construcción. Macdonald confirmó que Port Moody sería el final del ferrocarril transcontinental, y anunció que el ferrocarril seguiría los ríos de Fraser y de Thompson entre Port Moody y Kamloops. En 1879, el gobierno ofreció bonos crediticios en Londres y pidió ofertas para construir la sección de 206 kilómetros del ferrocarril de Yale, British Columbia hasta Savona's Ferry en el lago de Kamloops. El contrato fue concedido a Andrew Onderdonk. Las obras dieron comienzo el 15 de mayo de 1880. Después de que terminaron esa sección, Onderdonk recibió los contratos para construir entre Yale y Port Moody, así como entre Savona's Ferry y Eagle Pass.

### 1881-1885

#### Construcción del ferrocarril

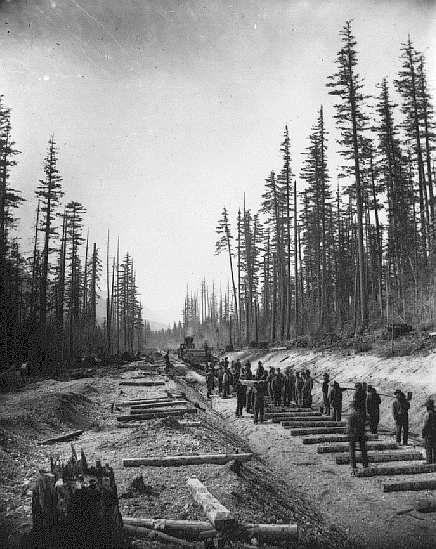
Construcción del ferrocarril en Fraser Valley, en 1881.

Se suponía que el ferrocarril recorrería el rico "Cinturón Fértil" del valle del río Saskatchewan Norte y atravesaría las Montañas Rocosas por el paso de Yellowhead, ruta que había sido propuesta por Sir Sandford Fleming basándose en una década de trabajo. Sin embargo, la CPR pronto descartó este plan en favor de una ruta más al sur atravesando el árido Triángulo de Palliser en Saskatchewan y por el Paso de Kicking Horse (paso del Caballo pateador en inglés) que se salva gracias al Field Hill. Este itinerario era más directo y cercano a la frontera estadounidense, haciendo más fácil a la compañía evitar que los ferrocarriles del otro lado de la frontera invadieran el mercado canadiense. Sin embargo, esta ruta también presentaba importantes desventajas.
Una de las consecuencias fue que CPR necesitaría encontrar un itinerario a través de las Montañas Selkirk mientras que por aquel entonces ni se sabía si existía dicha ruta. La tarea de encontrar un paso se asignó a un agrimensor llamado Mayor Albert Bowman Rogers. CPR le prometió un cheque de 5000 dólares y que el paso llevaría en su honor su nombre. Rogers se obsesionó con encontrar el paso que le inmortalizaría. Lo encontró el 29 de mayo de 1881, y cumpliendo su palabra, CPR nombró el paso como Roger Pass (paso de Rogers) y le dio su cheque. Sin embargo, primeramente éste rechazo cobrar el cheque, prefiriendo romperlo y afirmando que no lo había hecho por el dinero. Más tarde, aceptó cobrarlo con la promesa de un reloj grabado.

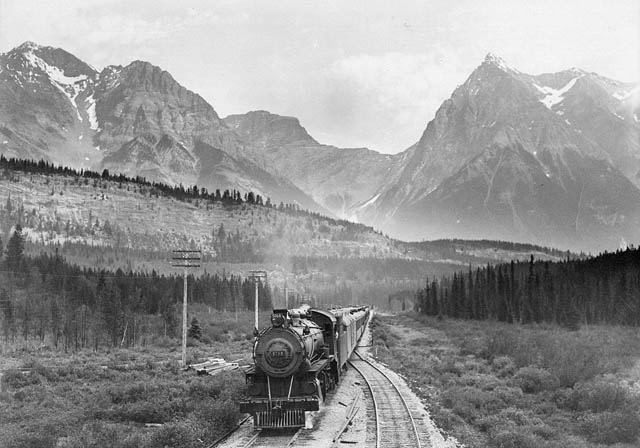
Locomotora 5068 de Canadian Pacific Railway en Leanchoil.

Otro obstáculo era que la ruta propuesta atravesaba terrenos controlados por la Nación Pies Negros. Esta dificultad se superó cuando un sacerdote misionero, Albert Lacombe, convenció al jefe pie negro Crowfoot de que la construcción del ferrocarril era inevitable. Como agradecimiento a su consentimiento, se le concedió al jefe Crowfoot un pase de por vida para utilizar los ferrocarriles de la compañía. Una consecuencia más duradera de la elección de esta ruta fue que, al contrario de la propuesta por Fleming, la tierra que atravesaba el ferrocarril era demasiado árida para una próspera agricultura. CPR pudo haber puesto demasiada confianza en un informe del naturalista John Macoun, quien había cruzado las praderas en una época de muchas precipitaciones afirmando que la zona era fértil.
Pero la desventaja más importante de la ruta estaba en el Paso de Kicking Horse. En los primeros 6 kilómetros al oeste de la cima de 1625 metros, el río Kikcking Horse desciende 350 metros. El desnivel forzaría a las pobras arcas de la compañía a construir un tramo de 7 kilómetros de vía con una fuerte pendiente de 4,5 milésimas una vez que alcanzó el paso en 1884. Esta era cuatro veces superior a la pendiente máxima recomendada para los ferrocarriles en esta época, e incluso los trazados modernos raras veces superan las 2 milésimas. Sin embargo, este trazado era mucho más directo que el que atravesaba el paso de Yellowhead, y ahorraba horas tanto a pasajeros como a mercancías. Este tramo era conocido como el Big Hill (Gran Colina en inglés) del CPR. En varios puntos se instalaron desvíos de seguridad, la velocidad límite para los trenes que descendían se fijó en 10 km/h, y se encargaron locomotoras especiales. A pesar de estas medidas, varios descarrilamientos graves ocurrieron. Los directivos de la compañía insistieron en que esto era una solución temporal, pero la conclusión de los túneles helicoidales tardarían aun 25 años hasta principios del siglo XX.
En 1881 la construcción progresaba a un ritmo demasiado lento para los directivos del ferrocarril, quienes en 1882 contrataron al conocido ejecutivo de ferrocarriles William Cornelius Van Horne, para supervisar la construcción con el incentivo de un generoso salario y el fascinante reto de encargarse de un proyecto ferroviario tan complicado. Van Horne afirmó que tendría 800 km de la línea principal construidos en 1882. Las inundaciones retrasaron el comienzo de la campaña de obras, pero unos 672 km de línea principal, así como varios ramales fueron construidos ese año. El ramal de Thunder Bay (al oeste de Fort William) fue completado en junio de 1882 por el Departamento de Ferrocarriles y Canales revirtiendo a la compañía en mayo de 1883, lo que posibilitó la comunicación directa desde el este de Canadá hasta Winnipeg a través de los lagos y del transporte ferroviario por primera vez en la historia del país. Para finales de 1883, el ferrocarril había alcanzado las Montañas Rocosas, quedándose solo a 8 km al este del Paso de Kicking Horse. Las campañas de construcción de 1884 y 1885 se concentraron en las montañas de la Columbia Británica y en la orilla norte del Lago Superior.
Miles de obreros trabajaron en el ferrocarril. Muchos fueron inmigrantes europeos. En la Columbia Británica, la compañía contrató trabajadores procedentes de China, quienes eran apodados coolies. Un peón recibía entre 1 y 2,50 dólares al día, sin incluir comida, vestimenta, transporte al lugar de trabajo, correo y cuidados médicos. Después de dos meses y medio de extenuante trabajo podían llegar a ahorrar únicamente 16 dólares. Los peones de origen chino en la Columbia Británica solo ganaban entre 0,75 y 1,25 dólares al día, sin incluir igualmente los gastos, lo que imposibilitaba prácticamente enviar nada a casa. Estos últimos se encargaban de los trabajos más peligrosos, como los que implicaban la manipulación de explosivos; y las familias de aquellos que fallecían en el trabajo no recibían ni compensaciones ni incluso notificación del fallecimiento. Muchos de los hombres que sobrevivieron no tenían suficiente dinero para regresar con sus familias por lo que pasaron multitud de años en soledad, tristes y usualmente en condiciones paupérrimas. Sin embargo, los trabajadores chinos eran muy trabajadores y jugaron un papel fundamental en la construcción del tramo oeste del ferrocarril; incluso niños de 12 años fueron empleados como chicos de los recados.

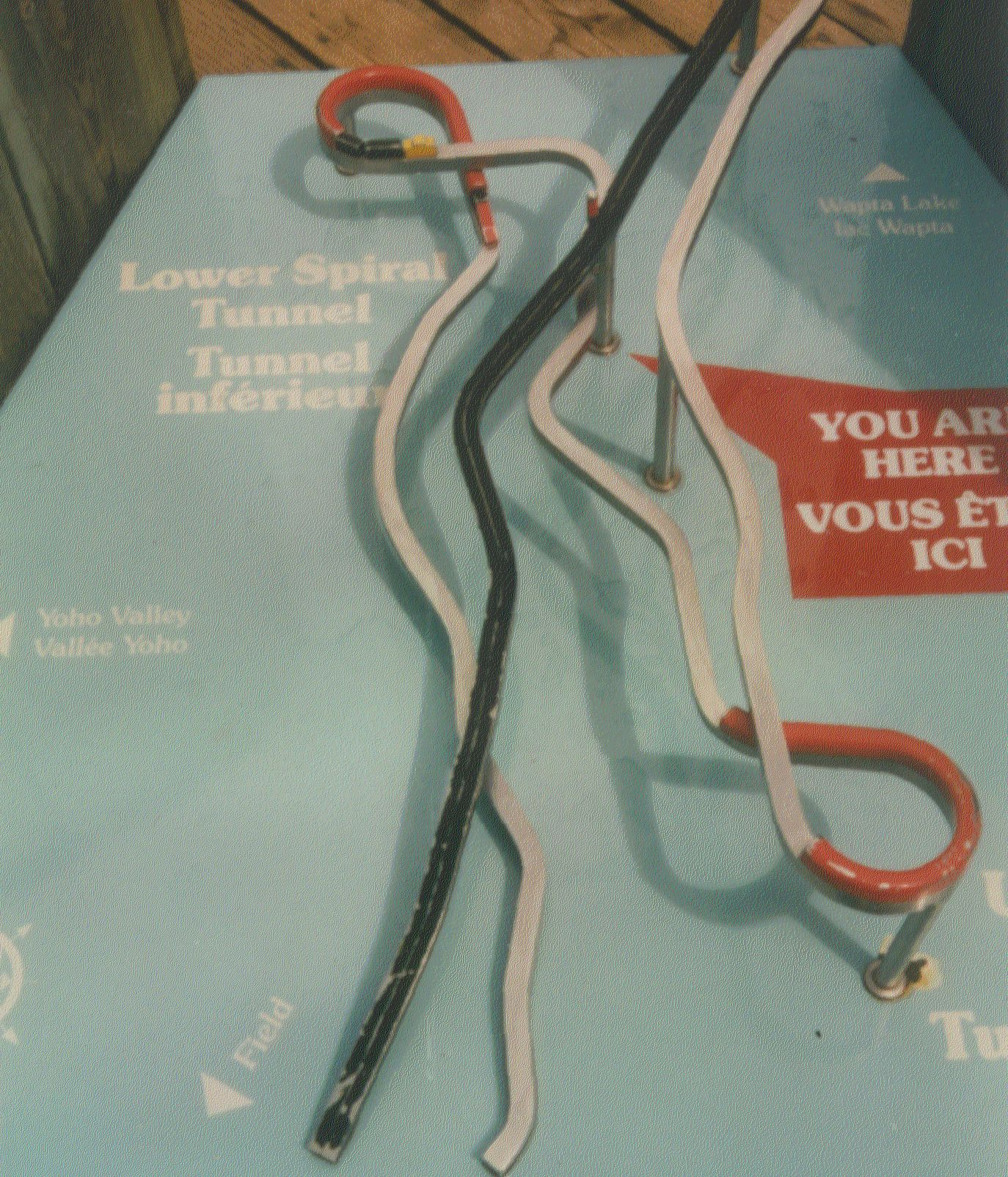
Modelo de la traza ferroviaria en Big Hill. La línea negra representa la traza original con pendientes muy pronunciadas. En 1909 se construyó la variante con dos túneles en espiral (en rojo).

Para 1883, la construcción del ferrocarril progresaba rápidamente, pero la compañía estaba en riesgo de quedarse sin fondos. Como respuesta, el 31 de enero de 1884, el gobierno concedió a la compañía un crédito de más de 22 millones y medio de dólares mediante un proyecto de ley de emergencia que recibió el consentimiento real el 6 de marzo de 1884.

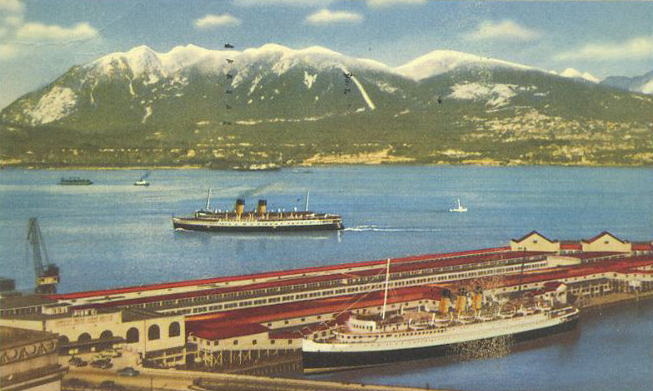
Muelles de CPR en Vancouver en 1910

En marzo de 1885 la Rebelión del Noroeste estalla en Saskatchewan. Van Horne, en Ottawa en ese momento, sugirió al gobierno que la compañía podía transportar tropas a Qu'Appelle, en Assiniboia, en once días. Algunos tramos de la vía estaban incompletas o no habían sido usadas antes, pero el viaje hasta Winnipeg llevó nueve días y la rebelión fue rápidamente sofocada. Quizá debido al agradecimiento del gobierno por su servicio, se refinanció posteriormente la deuda de la compañía y se proporcionó un crédito adicional de 5 millones de dólares, dinero que necesitaba desesperadamente la compañía. El 7 de noviembre de 1885 el Last Spike ("último clavo" en inglés) fue conducido a Craigellachie, en la Columbia Británica, cumpliendo la promesa original. Mientras que el ferrocarril fue completado cuatro años después de la fecha tope original de 1881, se completó más de cinco años antes de la nueva fecha límite de 1891 puesta en 1881 por Macdonald.
El éxito de la construcción de un proyecto de tal envergadura, a pesar de los retrasos y los escándalos, se consideró como una impresionante hazaña de ingeniería y voluntad política en un país con una muy pequeña población, recursos económicos limitados y geografía complicada. Fue sin duda el ferrocarril más largo construido hasta la fecha en su época. Empleó a 12 000 hombres, 5000 caballos y 300 equipos de trineos de perros.
Mientras tanto, en el este de Canadá, CPR había creado una red de líneas que alcanzaban en 1885 desde la Ciudad de Quebec a St. Thomas, Ontario, y que había lanzado una flota de transbordadores en los Grandes Lagos para enlazar sus terminales. La compañía había comprado y adquirido concesiones de larga duración de varios ferrocarriles mediante una compañía ferroviaria asociada, O&Q (Ontario and Quebeq Railway, Ferrocarril de Ontario y Quebec en inglés). Esta compañía construyó una línea entre Perth, Ontario, y Toronto para conectar estas adquisiciones, y que fue completada el 5 de mayo de 1884. CPR obtuvo una concesión de 999 años por la O&Q el 4 de enero de 1884. Posteriormente, en 1895, adquirió una pequeña línea del Toronto, Hamilton and Buffalo Railway que le proporcionaba un enlace con Nueva York y el noreste de los Estados Unidos.

### 1929-1945

#### La Gran Depresión y la Segunda Guerra Mundial
La Gran Depresión, que se prolongó desde 1929 hasta 1939, golpeó duramente a muchas compañías. Aunque CPR sufrió la crisis, no lo hizo tan severamente como su rival CNR, porque a diferencia de esta, no tenía deudas. La compañía redujo algunos de sus servicios de pasajeros y mercancías, y dejó de generar dividendos para sus accionistas después de 1932.
Uno de los acontecimientos de la década de 1930, tanto para el ferrocarril como para Canadá, fue la visita del rey Jorge VI y de la Reina Isabel a Canadá en 1939 por primera vez en su reinado. El CPR y el CNR se encargaron del transporte a lo largo del país, encargándose la primera del viaje en dirección oeste desde la Ciudad de Quebec hasta Vancouver.
Tras ese año, la Segunda Guerra Mundial comenzó. Al igual que hizo durante la Primera Guerra Mundial, la compañía dedicó mucho de sus recursos al esfuerzo de la guerra. Actualizó sus Angus Shops en Montreal para producir tanques Valentine II, y transportó tropas y material por todo el país. Igualmente, 22 de los barcos de la compañía fueron a combate, de los cuales doce 12 fueron hundidos.

### 1946-1978
Durante la década de 1960 la compañía emprendió una política de diversificación en el campo de los recursos naturales (petróleo, minerales, madera), y sus transformaciones (metalurgia no férrica). Por este proceso se reestructuró el grupo, y en 1971 se rebautizó como Canadian Pacific Limited.

### 1979-2000

#### El descarrilamiento de Mississauga
El 20 de noviembre de 1979, el descarrilamiento de un tren que transportaba productos químicos peligrosos en Mississauga, Ontario, provocó una gran explosión y un feroz incendio en el área, lo que condujo a la rápida evacuación de 200 000 personas. La alcaldesa de la Mississauga, Hazel McCallion, que llevaba menos de 1 año en su cargo y que supervisó la evacuación de la ciudad, amenazó con demandar a Canadian Pacific por el peligroso hecho. Afortunadamente, no hubo víctimas ni heridos graves. Como forma de compensación, Canadian Pacific ofreció servicios de pasajeros semanales mediante la compañía Go Transit a la ciudad.

### 2000-2023

#### Las fallidas fusiones de la compañía
En el año 2001, la empresa matriz de Canadian Pacific Railway Limited, dividió sus cinco filiales en empresas independientes. En septiembre de 2007, Canadian Pacific Railway Limited anunció que iba a adquirir Dakota, Minnesota and Eastern Railroad, propiedad de Electra Private Equity, con sede en Londres, Reino Unido. La fusión se concretó el 31 de octubre de 2008.
El 1 de junio de 2012, los servicios de Canadian Pacific reanudaron sus operaciones regulares después de una huelga de nueve días por parte de unos 4 800 trabajadores el 23 de mayo, paralizando el tráfico de mercancías canadiense y costando a la economía unos 80 millones de dólares canadienses (77 millones de dólares EE. UU.). La huelga terminó con un proyecto de ley gubernamental para la vuelta al trabajo que obligaba a ambas partes a llegar a un acuerdo vinculante.
El 12 de octubre de 2014, se informó que Canadian Pacific había intentado fusionarse con CSX, pero no había tenido éxito.
En el año 2015, Canadian Pacific intentó fusionarse nuevamente, esta vez con Norfolk Southern. Una acción que hasta el propio Ejército de los Estados Unidos criticó y rechazó. La compañía deseaba que los accionistas votaran al respecto. Finalmente Canadian Pacific puso fin a sus esfuerzos para fusionarse el 11 de abril de 2016.
El 20 de noviembre de 2019, se anunció que Canadian Pacific compraría el Central Maine and Quebec Railway. El 4 de junio de 2020 la compra se concretó.

#### Fusión con Kansas City Southern
El 21 de marzo de 2021, CP anunció que planeaba comprar Kansas City Southern Railway por 29 mil millones de dólares. La Junta de Transporte de Superficie de los Estados Unidos primero tendría que aprobar la compra, que se esperaba que estuviera completada para mediados de 2022.
Sin embargo, el 20 de abril, Canadian National hizo una oferta competitiva en efectivo y acciones por valor de 33.700 millones de dólares. El 13 de mayo, Kansas City Southern anunció que planeaba aceptar la oferta de fusión de Canadian National, pero que daría a Canadian Pacific hasta el 21 de mayo para presentar una oferta más alta. El 21 de mayo, Kansas City Southern y Canadian National acordaron la fusión. Sin embargo, en el mes de agosto el intento de fusión de Canadian National fue bloqueado por una decisión de la Junta de Transporte de Superficie de los Estados Unidos, ya que la empresa no podía utilizar un fideicomiso de voto para asumir el control de Kansas City Southern, debido a preocupaciones sobre una competencia potencialmente reducida en la industria ferroviaria.
El 12 de septiembre, Kansas City Southern aceptó una nueva oferta de Canadian Pacific por 31.000 millones de dólares. Aunque la oferta de Canadian Pacific fue inferior a la oferta hecha por Canadian National, la Junta de Transporte de Superficie de los Estados Unidos permitió a Canadian Pacific utilizar un fideicomiso de voto para tomar el control de Kansas City Southern. El fideicomiso de votación permitió a Canadian Pacific convertirse en el beneficiario efectivo de Kansas City Southern en diciembre, pero los dos ferrocarriles operaron de forma independiente hasta recibir la aprobación de la Junta de Transporte de Superficie de los Estados Unidos para una fusión de operaciones. Esa aprobación se produjo el 15 de marzo de 2023, lo que permitió que los ferrocarriles se fusionaran el 14 de abril. Después de la fusión, el ferrocarril combinado cambiaría su nombre, ahora sería conocido como "Canadian Pacific Kansas City" (CPKC). El 14 de abril de 2023, Canadian Pacific y Kansas City Southern finalmente comenzaron sus operaciones como una misma compañía, aunque por un tiempo seguirían operando con sus respectivos nombres e imágenes en el material ferroviario.

El logo de la nueva compañía, Canadian Pacific Kansas City.

## Trenes de mercancías

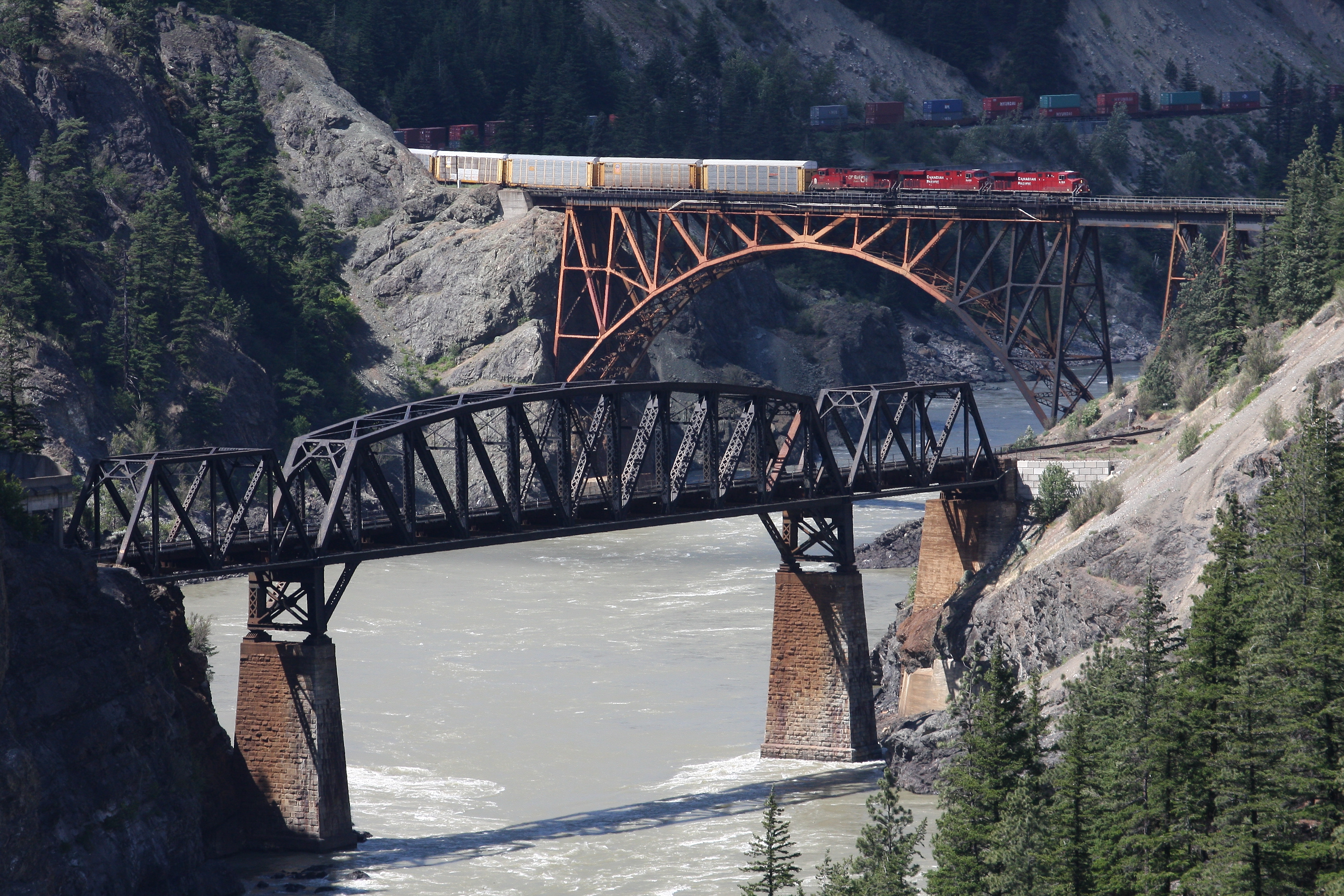
Cruce del río Fraser en Columbia Británica.

Los trenes de mercancías de Canadian Pacific Railway transportan el carbón, los cereales y el transporte intermodal de contenedores suponen más de la mitad del tráfico de mercancías de la compañía, obteniendo los mayores beneficios en el oeste de Canadá. Un considerable intercambio comercial entre el Atlántico y el Pacífico ha causado importantes caídas en el transporte de trigo de la compañía a través de Thunder Bay. También se encarga del transporte de componentes de automóviles así como de vehículos completos; sulfuros, fertilizantes y otros productos químicos; productos forestales y otras mercancías.
Desde 1970 el carbón se ha convertido para CPR en una mercancía fundamental. El carbón es transportado en trenes bloque desde las minas en las montañas, entre las que destaca Sparwood en la Columbia Británica, a las terminales en Roberts Bank y North Vancouver, desde donde es embarcado hacia Japón. Los Ferrocarriles del Pacífico de Canadá transportan más de 34 millones de toneladas de carbón a la costa oeste cada año, que es exportado principalmente a Japón.
El cereal es transportado por CPR desde las grandes llanuras hasta los puertos de Thunder Bay, de la ciudad de Quebec y de Vancouver, donde es embarcado. El puerto usado tradicionalmente en invierno era West Saint John, cuando se helaba el río San Lorenzo. Este producto siempre ha sido una importante mercancía transportada por CPR; de hecho, entre 1905 y 1909, la compañía duplicó el tramo de vía entre Fort Williamn y Winnipeg para facilitar su transporte; y durante décadas fue el único gran tramo de doble vía de la red de CPR alejado de áreas urbanas.

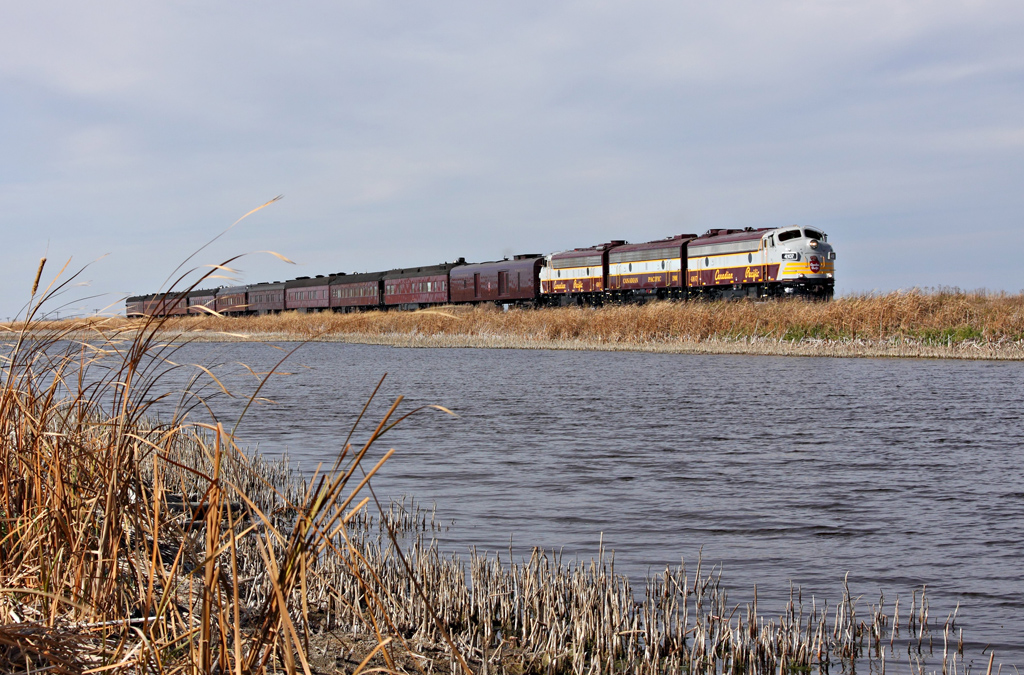
El Royal Canadian Pacific es un tren de lujo que funciona desde el año 2000.

En 1952, CPR fue la primera compañía ferroviaria norteamericana en introducir el transporte intermodal de mercancías (también conocido como piggybacking, "llevar a caballito" en inglés) mediante el cual los camiones eran transportados directamente sobre vagones portavehículos planos. Posteriormente este servicio fue sustituido por el transporte intermodal de contenedores. En 1996 CPR introdujo un servicio de transporte intermodal de corto recorrido exclusivamente bajo reserva entre Montreal y West Toronto denominado the Iron Highway ("la autopista de hierro" en inglés) que utilizaba material rodante exclusivo, hasta que en 1999 fue remplazado por vagones portacamiones planos convencionales renombrándose a la vez como Expressway ("Vía Rápida" en inglés). El servicio fue extendido hasta Detroit, con planes de llegar hasta Chicago, aunque luego fue recortado hasta Milton al oeste de Toronto.

## Trenes de pasajeros

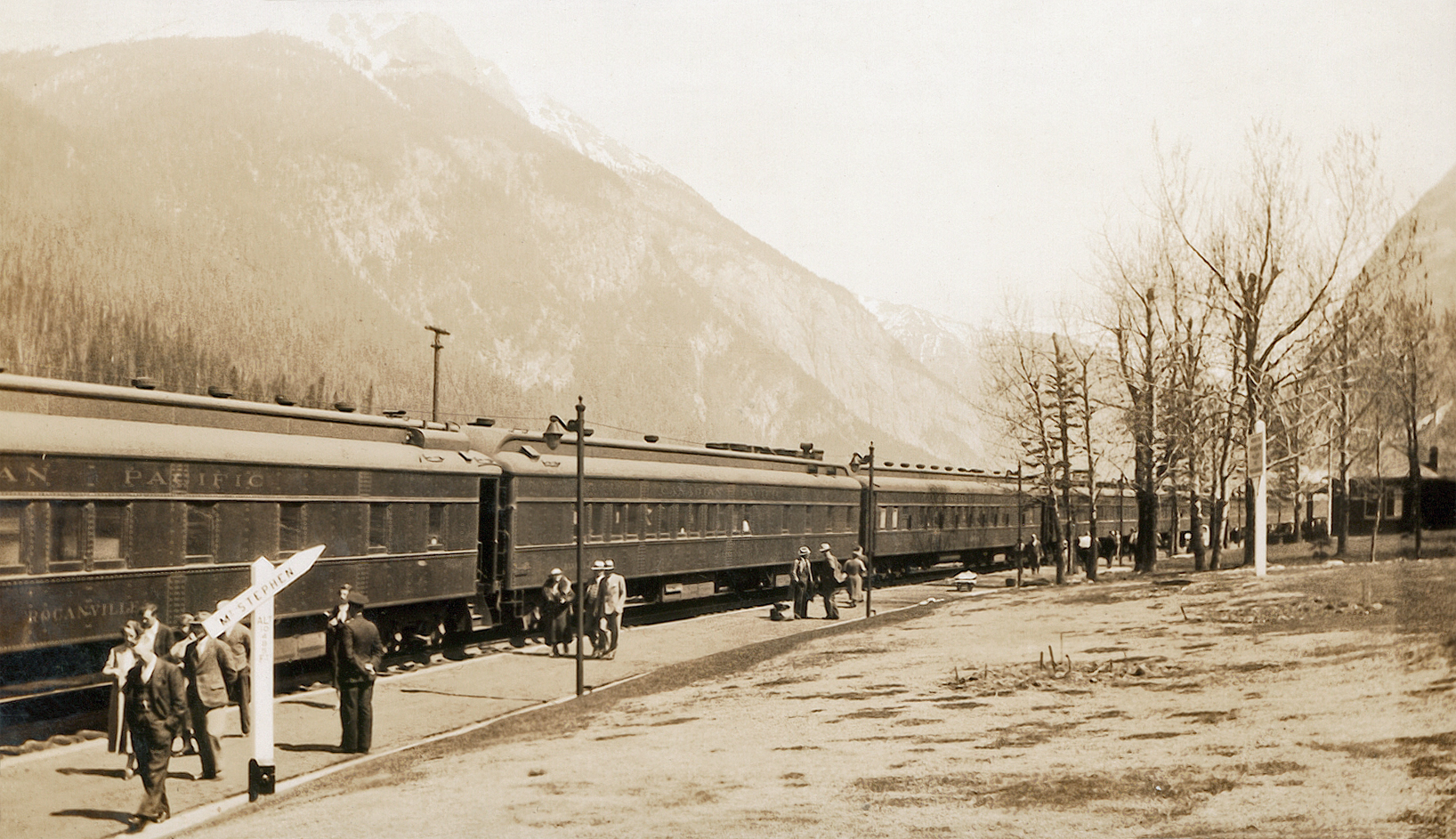
Tren de pasajeros detenido en Field, en 1935.

Hasta el final de la Segunda Guerra Mundial el ferrocarril fue el principal medio de transporte para largas distancias en Canadá. Entre la muy diversa gente que usaba los servicios de CPR se encontraban los nuevos inmigrantes que se dirigían a las grandes llanuras, las tropas enviadas a la guerra (sobre todo durante las dos Guerras Mundiales) y turistas de clase alta. De hecho construía muchos de sus coches de pasajeros en sus propias factorías para satisfacer la demanda de estos turistas. Igualmente, CPR incluía un servicio de buques por los Grandes Lagos integrado en sus servicios intercontinentales. De 1885 a 1912, estos buques unían Owen Sound en la bahía Georgiana con Fort William. Debido a un incendio ocurrido en diciembre de 1911 que destruyó el elevador de cereal, las operaciones fueron trasladadas a un nuevo y mayor puerto construido por la propia compañía en Port McNicoll (Ontario), inaugurado en mayo de 1912. Cinco buques aseguraban el servicio diario, incluidos el SS Assiniboia y el SS Keewatin construidos en 1908 y que se mantuvieron en uso hasta el final de su vida. Los viajeros iban en tren de Toronto hasta este puerto en la bahía Georgiana, donde tomaban un barco que les llevaba a Lakehead para allí proseguir su viaje en tren. Después de la Segunda Guerra Mundial, los trenes y los barcos transportaban tanto automóviles como pasajeros, en lo que se convertiría en el último servicio conjunto de tren y barco en Norteamérica. El servicio de pasajeros fue interrumpido al final de la temporada de 1965 con un solo barco, el SS Keewatin seguiría transportando mercancías durante dos años más, convirtiéndose más tarde en un museo naval en Estados Unidos.
Después de la Segunda Guerra Mundial, el tráfico de pasajeros por ferrocarril, cayó a medida que el automóvil y el avión ganaban cuota, pero CPR continuo innovando para mantener el número de usuarios. Empezó el 9 de noviembre de 1953 incorporando al servicio los nuevos automotores diésel fabricados por la Empresa Budd en muchas de sus líneas. Aunque oficialmente eran denominados Dayliners, entre los empleados de la compañía siempre fueron conocidos como Budd Cars (coches Budd). La enorme reducción en los tiempos de viaje y en los costes de explotación permitieron mantener el servicio en muchas líneas durante varios años. Así CPR continuó adquiriendo nuevos automotores Budd contando al final con el segundo mayor parque, solo superado por la compañía Boston & Maine. El 24 de abril de 1955, CPR inaugura un nuevo tren transcontinental de lujo, the Canadian, que cubría el recorrido entre Vancouver y Montreal o Toronto -dividiéndose la composición al este de Sudbury- de forma más rápida. La composición era traccionada por locomotoras diésel, y estaba formada por un nuevo tipo de material rodante de acero inoxidable más aerodinámico.

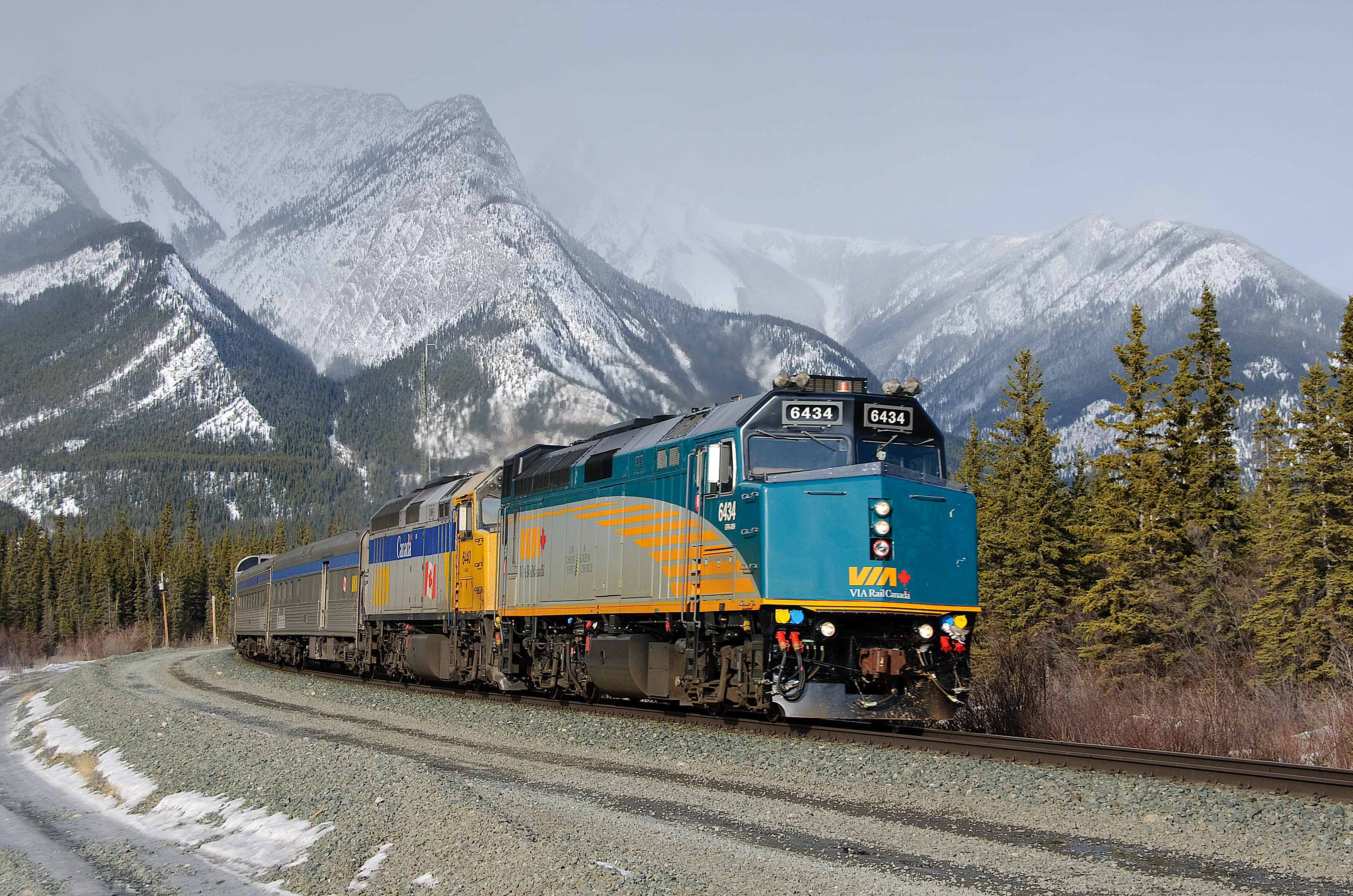
Le Canadien es un tren de pasajeros transcontinental que circula entre Toronto y Vancouver. Hasta 1955, CPR denominó de esta manera al servicio entre Toronto y Chicago.

Sin embargo, a inicios de la década de 1960, la compañía fue clausurando muchos de sus trenes de pasajeros, sobre todo en líneas secundarias. Así el servicio de pasajeros a través del sur de la Columbia Británica y de Crowsnest Pass fue clausurado en enero de 1964, Québec Central en abril de 1967, y el tren transcontinental The Dominion fue retirado del servicio en enero de 1966. El 29 de octubre de 1978 finalmente CP Rail transfirió sus servicios de pasajeros a la nueva empresa estatal encargada de los servicios de pasajeros intercity, VIA Rail.
Además de los servicios intercity, CPR también se encargaba del servicio de trenes de cercanías en la ciudad de Montreal, y en 1970 fue la primera compañía en introducir trenes de dos pisos en Canadá. El 1 de octubre de 1982 la MUCTC (Montreal Urban Community Transit Commission) –hoy en día denominada AMT (Agence Metropolitaine de Transport) se hace finalmente responsable de los servicios de cercanías prestados por CP Rail.
CPR actualmente gestiona tres servicios de trenes de cercanías bajo concesión. El West Coast Express brinda diez trenes diarios en la ciudad de Vancouver como concesión de TransLink, una autoridad regional de transporte. GO Transit tiene concesionado a CPR 6 frecuencias de vuelta entre Milton y Toronto. En Montreal, los trenes de cercanías de la ATM usan las líneas de CPR entre la Estación Windsor y Candiac, Rigaud y Blainville.

### Departamento de coches cama, coches restaurante y coches de compartimentos
Los coches cama así como los coches restaurante y los coches de compartimentos son operados por un departamento específico dentro de la compañía denominado en inglés Sleeping, Dining and Parlor Car Department.
CPR decidió desde muy pronto que explotaría comercialmente sus propios coches cama a diferencia de las compañías estadounidenses que dependían de compañías independientes especializadas en coches cama y furgones, incluyendo la construcción de estos. Pullman, con sus legendarios furgones fue una de las empresas más conocidas dentro de este campo; además de otras posteriores como la Wagner Palace Car Company. Literas de mayor tamaño y entornos más cómodos fueron diseñados por orden del director general de CPR, William Cornelius Van Horne, hombre de gran envergadura. El diseño y explotación de sus propios coches permitía un mejor control del servicio proporcionado así como percibir todos los beneficios generados; a pesar de que estos no eran resultado directo de las comidas proporcionadas a los pasajeros, sino que más bien era la comprensión de que aquellos que podían permitirse viajar grandes distancias rodeados de tales comodidades, y su opinión positiva, supondrían nuevos viajeros para los trenes de la compañía.
Este departamento también operaba el News Service, un nuevo servicio de venta a bordo de los trenes de pasajeros de refrescos, aperitivos y otros objetos de entretenimiento para aquellos viajeros que no podían pagar los altos precios de los menús de los coches restaurante. Esta sección del departamento también gestionaba pequeños restaurantes en estaciones medianas situadas en nodos importantes (había 19 al este de Winnipeg) mientras que en las grandes terminales era el departamento directamente quien gestionaba los restaurantes (por ejemplo, the Alouette Room en la estación Windsor de Montreal o the Pacific Room en la estación de Vancouver).

## Trenes expresos

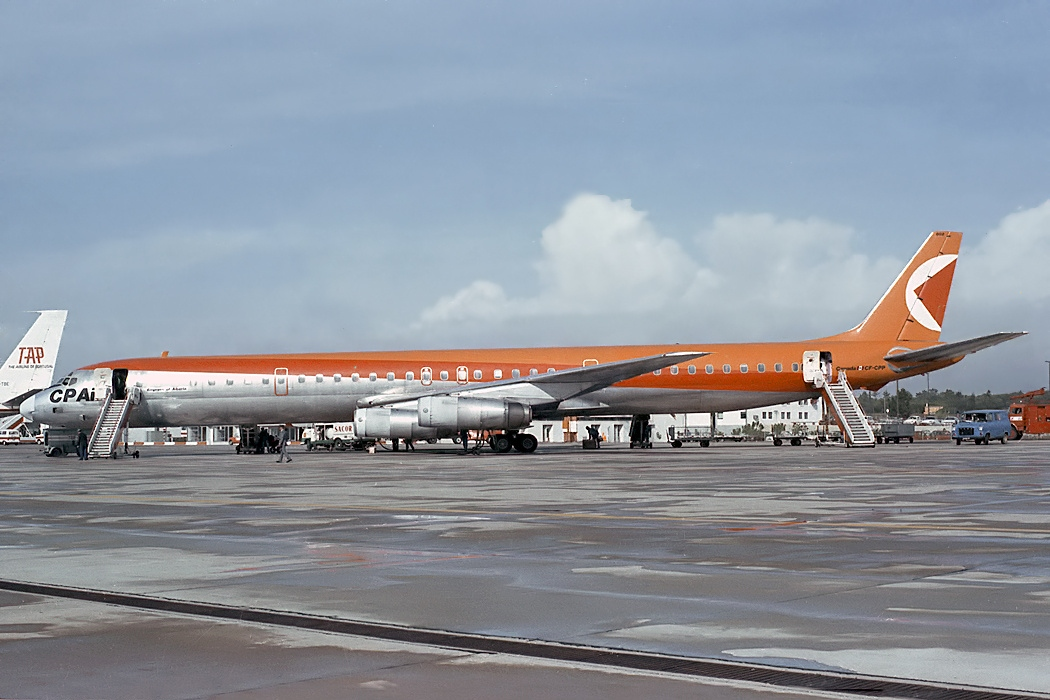
Canadian Pacific Air Lines fue una subsidiaria dedicada al transporte aéreo.

W. C. van Horne decidió desde el primer momento que CPR obtendría mayores beneficios mientras mantuviera su diversidad de servicios, lo que se tradujo en el mantenimiento de los trenes expresos, de los telégrafos, de los coche-camas y de otras líneas de negocio independientes creando departamentos o compañías diferenciadas mientras fuera requerido. Esto era necesario mientras la nueva compañía necesitara todos los ingresos que pudiera conseguir, y además, comprobó que alguna de estas operaciones complementarias como los expresos o el telégrafo resultaban bastante provechosas. Otras como los coche-camas y los coche-restaurantes fueron mantenidos para asegurar un mejor control sobre la calidad del servicio prestado a los pasajeros. Los hoteles mientras tanto fueron cruciales para el crecimiento de la compañía atrayendo viajeros.
La Dominion Express Comany se creó independientemente en 1873 antes que los propios ferrocarriles canadienses (CPR) propiamente dichos, aunque el servicio no comenzó a prestarse hasta el verano de 1882, tiempo durante el cual operó sobre unos 480 kilómetros de vías entre Rat Potage (Kenora), Ontario oeste, y Winnipeg, Manitoba. Fue pronto absorbida por CPR y se extendió por donde la compañía lo hacía. Cambió su nombre al de Canadian Express Company el 1 de septiembre de 1926 y su sede central fue trasladada de Winnipeg a Toronto. Fue operada como una compañía independiente encargada de transportar los coches expresos en los trenes. La CPE disponía de edificios separados junto a las principales terminales, mientras que en las estaciones secundarias donde el volumen de negocio no justificaba empleados diferenciados el agente local de la estación podía actuar también para la CPE recibiendo una comisión por las ventas hechas en su nombre.
Con la intención de promocionar el turismo y aumentar el número de usuarios, CPR creó una serie de complejos hoteleros. Estos hoteles se convirtieron por ellos mismos en puntos de referencia conocidos. La red estaba compuesta por The Algonquin en St. Andrews (Nuevo Brunswick), Château Frontenac en la ciudad de Quebec, Château Laurier en Ottawa, Royal York en Toronto, Minaki Lodge en Minaki (Ontario), Empress Hotel en Victoria (Columbia Británica) y Banff Springs Hotel y Château Lake Louise en las Montañas Rocosas. Durante la década de 1980 adquirió varias firmas hoteleras de su competidor Canadian National. Aunque los establecimientos mantuvieron la herencia de la compañía ferroviaria, dejaron de ser gestionados directamente por ella y pasarían a estar dirigidos por Canadian Pacific Hotels que en 1998 adquirió la cadena americana Fairmont Hotels, cambiando su nombre por el de Fairmont Hotels and Resort Inc. La compañía gestionó los establecimientos de ambas cadenas hasta 2006 cuando fue adquirida por Colony Capital, LLC y Kingdom Hotels International.